# Analisi di posizione
L'analisi di posizione (in lingua inglese: job analysis), nella gestione risorse umane, corrisponde a un insieme di metodi per analizzare i requisiti, le caratteristiche e le componenti di una determinata posizione lavorativa.

## Caratteristiche
La analisi di posizione è fondamentalmente un processo di raccolta informazioni su comportamenti o risultati osservabili all'interno di una posizione lavorativa (una "job"), con l'obiettivo di produrre una descrizione di posizione o una job specification, oppure procedere alla valutazione o classificazione delle posizioni, nonché per supportare programmi di formazione e sviluppo, i sistemi di flusso e i sistemi di politica retributiva. È il fondamento di quasi tutte le decisioni della funzione HR (risorse umane).
Il risultato di un'analisi di posizione è tipicamente un elenco di compiti (tasks), ovvero la descrizione delle azioni tipicamente compiute nella posizione, seguito dalle cosiddette CCAeaC (Conoscenze, capacità, abilità e altre caratteristiche, in inglese: KSAOs Knowledge, Skills, Abilities and Other characteristics) richieste per la posizione; per finire, tasks e KSAOs vengono tradotte in una serie di strumenti di selezione, come test, questionari e interviste adattati ai contenuti e alle richieste della posizione. Il passaggio da tasks a KSAOs agli strumenti di selezione è detto inferential leap, "salto inferenziale".

## Utilizzo
Essa permette di raccogliere, sintetizzare ed applicare delle informazioni sulla forza lavoro. Un direttore del personale la deve svolgere al fine di riuscire “a mettere l'uomo giusto al posto giusto”.
Quest'analisi consiste in un esame approfondito delle posizioni di lavoro in quanto va a specificarne le funzioni, il livello di responsabilità, le condizioni di lavoro associate a quello specifico processo e le competenze e qualifiche richieste per svolgere quel determinato lavoro. Si va quindi ad indagare ciò che il lavoratore fa, il modo in cui lo fa, il perché viene fatto in quel determinato modo e quali sono le competenze e caratteristiche che è necessario possedere per svolgere quello specifico lavoro.
Le informazioni che vengono raccolte attraverso la job analysis sono:
- Requisiti necessari per svolgere quel lavoro
- Studio della natura e delle dimensioni dell'organigramma (al fine di trovare le persone più adatte per quello specifico contesto)
- Il tipo di qualifica e titolo di studio richiesti per svolgere quel lavoro
- Condizioni fisiche necessarie per svolgere quelle attività (es. per un manager l'ufficio privato, il ripostiglio utile al personale di servizio per collocare gli strumenti utilizzati).

## Sistemi
Esistono diversi approcci per condurre un'analisi di posizione; essi si differenziano per l'orientamento alle capacità o alle caratteristiche della persona.
L'inventariato dei compiti, (task inventories) presuppongono l'identificazione di una serie di "elementi della posizione" (job elements), detti compiti ("tasks"), tipicamente dopo aver condotto delle interviste ad alcuni "esperti" della posizione (job incumbents). Successivamente i vari compiti vengono classificati per importanza. Questo approccio ha lo svantaggio di non fornire informazioni sulle KSAOs (sono di solito dedotte), rendendo difficili le comparazioni tra famiglie di posizioni.
L'analisi di posizione funzionale (functional job analysis - FJA) è una tecnica basata sui compiti (o orientata al lavoro) sviluppata da Sidney Fine e colleghi nel 1944. L'attenzione è focalizzata sull'azione svolta, il risultato osservabile, gli strumenti utilizzati, e il grado di responsabilità della posizione. Gli elementi della posizione ricevono un punteggio a seconda della relazione con dati (0-6), persone (0-8) e oggetti (0-9), dove punteggi bassi rappresentano un'alta complessità. Questo approccio consente di comparare tutte le azioni, e quindi le posizioni, in base a una metrica comune, utile per prendere decisioni in termini di staffing, formazione e compensation che coinvolgono più posizioni.
L'analisi orientata al lavoratore (worker oriented analysis) ha come metodo l'identificazione della natura generale-astratta delle caratteristiche o dei comportamenti del lavoratore, anziché di una specifica azione. L'astrazione facilita i confronti tra posizioni. A questo approccio appartiene il Fleishman job analysis system (F-JAS), un approccio skills-based relativo alle caratteristiche del lavoratore. Si considerano le abilità, ovvero quegli attributi stabili che causano differenze nelle prestazioni degli individui. In questo sistema vengono considerate 73 metriche (in scala da 1 a 7) per tre macroaree: Cognitiva, Psicomotoria e Fisica.

## Finalità
I vantaggi della job analysis possono essere così semplificati:
- è di supporto al direttore del personale al momento del reclutamento e della selezione del personale
- è utile per la valutazione del lavoro, quando quest'ultima è richiesta;
- aiuta ad evitare sovrapposizioni di relazioni di autorità-responsabilità affinché non esistano distorsioni della catena di comando;
- contribuisce a calcolare i piani di remunerazione per i dipendenti;
- aiuta il direttore del personale ad effettuare la valutazione efficace della performance.

## Struttura
Una buona Job Analysis è suddivisa in due momenti fondamentali: Job Description e Person Specification.

### Job Description
La Job Description consiste nella descrizione di una determinata posizione con riferimento a un preciso contesto lavorativo ed è utile al datore di lavoro, al momento della selezione del personale, per ricercare i candidati più idonei e al candidato per comprendere, ad esempio, le responsabilità che la posizione gli chiede di assumere.
Tuttavia, per il datore di lavoro, definire il profilo cercato può non essere un compito semplice; in questo caso può decidere di affidare il compito ad altri enti, esterni all'azienda, come le agenzie per il lavoro.

#### Descrizione e analisi della posizione
Una Job Description dovrebbe riportare in modo chiaro e conciso determinati elementi essenziali, quali:
- Denominazione della posizione
- Scopo
- Compiti[2] e le mansioni[3] previste
- Caratteristiche richieste (come: la qualifica, le esperienze, le conoscenze, le capacità, i tratti caratteriali)
- Relazioni
- Responsabilità
- Livello di autonomia

Altri aspetti che possono essere esplicitati sono:
- Settore aziendale a cui la posizione appartiene
- Luogo di lavoro
- Possibilità e modalità di carriera[4]
- Abbigliamento richiesto
- Strumenti di lavoro
- Aspetti contrattuali
- Retribuzione
- Condizioni di lavoro e eventuali rischi.

#### Finalità
La Job Description nella gestione moderna delle organizzazioni viene utilizzata per diversi scopi:
- al momento della selezione del personale per cercare, da una parte, di individuare il candidato migliore a ricoprire la posizione e, dall'altra, per attrarre candidati con le giuste caratteristiche;
- nella valutazione del personale per indicare su quali aspetti il candidato dovrà essere valutato;
- nella formazione del personale per sapere quali compiti il lavoratore deve essere in grado di svolgere e di conseguenza per sapere in cosa debba essere formato in caso di carenze;
- nella valutazione dei posti di lavoro, al fine di decidere il tasso di remunerazione adatto.

### Person Specification
La Person Specification viene fatta in base alla Job Description ed indica quali sono le caratteristiche minime e i requisiti fondamentali che la persona deve avere per svolgere un determinato lavoro. Essa serve per definire il profilo della persona ideale e più affine a ricoprire una determinata posizione.
In questa fase (come in quella precedente) partecipano i manager di linea che, collaborando direttamente con la persona, possono più facilmente identificare gli aspetti comportamentali attesi.
Una buona Person Specification permette di evitare alcuni dei più comuni problemi di selezione, tra cui il Mirroring.

#### Disegno del profilo del candidato
Comprende diversi elementi, in particolare dovrebbe riportare:
- Requisiti scolastici (titoli di studio e certificazioni necessarie per coprire specifiche posizioni, ad esempio iscrizioni ad albi professionali, abilitazioni, ecc.)
- Età anagrafica e requisiti fisici
- Limiti geografici di residenza
- Requisiti di personalità
  - Precisione, ordine, accuratezza
  - Sicurezza, calma, tranquillità
  - Gestione dello stress/equilibrio emotivo
  - Cooperatività/individualismo
  - Abilità di coordinamento e supervisione
  - Creatività, originalità
  - Leadership
  - Cordialità, gentilezza, empatia
  - Coscienziosità, riservatezza
- Requisiti professionali (esperienze lavorative, in quali settori e con quali mansioni)
- Caratteristiche attitudinali
  - Abilità numeriche
  - Ragionamento numerico
  - Abilità verbale
  - Ragionamento verbale
  - Efficienza mentale
  - Abilità spaziali
- Caratteristiche motivazionali
  - Aspirazioni/aspettative
  - Impegno verso l'organizzazione
  - Disponibilità/flessibilità
  - Orientamento motivazionale
- Conoscenze particolari (ad esempio la conoscenza di lingue straniere)[7]

La definizione del profilo cercato si chiude con la precisazione di una serie di requisiti specifici derivanti dalla contestualizzazione delle caratteristiche generali della Job Description rispetto alle condizioni del mercato del lavoro di riferimento, che possono costituire degli elementi attraverso i quali attivare i canali di reclutamento più adeguati.

#### Finalità
La Person Specification ha molteplici vantaggi:
- permette ai candidati di valutare la propria adeguatezza ai requisiti del ruolo proposto;
- permette a chi si occupa di selezione di operare con maggiore velocità;
- è utile nello screening preliminare alla procedura di selezione;
- aiuta il manager a prendere decisioni riguardanti le promozioni, i trasferimenti, i benefici aggiuntivi per i dipendenti.

## La valutazione delle posizioni
Per fare la valutazione della Job Analysis sono previsti metodi globali (non quantitativi) e analitici (quantitativi).

### Metodi globali (non quantitativi)
I metodi globali o non quantitativi considerano la mansione nel suo complesso, attraverso un giudizio di tipo sintetico.

#### Metodo della graduatoria (Job Ranking)
È un metodo che non assegna valore alle mansioni ma soltanto un rango; le mansioni vengono confrontate tra loro in base alla Job Description e collocate in ordine di importanza e di difficoltà (tali parametri vengono definiti dalla Direzione risorse umane (DRU) e da un gruppo di lavoratori esperti). Questo metodo è semplice, intuitivo ed adeguato a organizzazioni di piccole e medie dimensioni (con meno di 30 dipendenti).
Il limite più evidente è rappresentato dalla realizzazione di una graduatoria delle posizioni e non di un intervallo; questo metodo, quindi, non offre una base quantitativa per la retribuzione.

#### Metodo della classificazione (Job Grading)
Questo metodo delinea delle classi e delle sottoclassi di inquadramento, le quali permettono il confronto tra le diverse mansioni, sulla base del tipo e della complessità del lavoro, della preparazione e dell'esperienza necessaria per svolgere la mansione, della supervisione esercitata o ricevuta e dello sforzo fisico e/o mentale richiesto.
Tra i limiti di questo metodo, la scarsa analiticità per quanto riguarda i differenziali di valore del compito.

### Metodi analitici (quantitativi)
I metodi analitici o quantitativi scompongono la mansioni in fattori e li valutano.

#### Metodo del punteggio
Si tratta del metodo più noto e più utilizzato: consiste nel raggruppamento delle posizioni lavorative in categorie al cui interno vengono selezionate e valutate le posizioni chiave. Un comitato di valutazione sceglie dei fattori che siano caratteristiche trasversali presenti nelle posizioni da valutare e che possano essere considerate rilevanti. Il processo inizia con la ponderazione dei fattori, segue l'attribuzione del punteggio e termina con la definizione di tutti gli altri compiti.

Attraverso questo metodo è possibile definire la retribuzione, moltiplicando il totale per il valore monetario del punteggio.

#### Metodo della comparazione dei fattori
Questo metodo permette di arrivare direttamente, attraverso il rango attribuito al fattore, a definirne il valore salariale (senza passare per il punteggio); ad ogni fattore del compito, quindi, viene attribuita una quota salariale in base al suo rango di appartenenza.

#### Metodo Hay
È un metodo utilizzato nelle grandi imprese per la valutazione di posizioni manageriali.
Evidenzia:
- Know-how, ovvero il bagaglio di conoscenze tecniche, competenze manageriali e capacità nelle relazioni interpersonali per ricoprire un ruolo;
- Problem solving, cioè capacità di risolvere problemi all'interno del contesto organizzativo;
- Accountability, vale a dire il livello di responsabilità della posizione (economica e decisionale).

La valutazione viene fatta analiticamente per ogni fattore assegnando tre punteggi parziali, la cui somma darà il punteggio totale.